# Probulov
Probulov település Csehországban, Píseki járásban. Probulov Orlík nad Vltavou, Nevězice és Králova Lhota településekkel határos. Lakosainak száma 71 fő (2024. január 1.).

## Népesség
A település lakosságának változását az alábbi diagram mutatja:
| Lakosok száma | 359  | 359  | 281  | 192  | 112  | 57   | 67   | 68   | 66   | 71   |
|               | 1869 | 1890 | 1921 | 1950 | 1980 | 2001 | 2017 | 2019 | 2022 | 2024 |